# Новий Мир (Криворізький район)
Но́вий Мир — село в Україні, Криворізькому районі Дніпропетровської області. 
Орган місцевого самоврядування — Данилівська сільська рада. Населення — 222 мешканці. Засноване переселенцями з Гомельської області (Білорусь). Збудоване в період 1924-1927 рр.

## Географія
Село Новий Мир знаходиться за 2 км від правого берега річки Боковенька, на відстані 1 км від сіл Гейківка і Червоний Ранок, за 1,5 км від села Кудашівка. По селу протікає пересихаючий струмок з загатою. Поруч проходить залізниця, станція Гейківка за 2 км.

## Населення

### Мова
Розподіл населення за рідною мовою за даними перепису 2001 року:
| Мова       | Відсоток |
| ---------- | -------- |
| українська | 78,8 %   |
| білоруська | 12,6 %   |
| російська  | 8,6 %    |